# Mimoň (zámek)
Mimoňský zámek stával na východní straně náměstí 1. máje v Mimoni. Jeho existenci připomíná jen zámecký park u zde protékající Ploučnice, na jejímž břehu stál. Existoval v letech 1570 až 1985, poté byl zbořen.

## Historie

### Zámek
Budova byla postavena roku 1570, (počátky prací se datují až k roku 1550) za Karla z Biberštejna, tehdy jako přízemní panské sídlo, jako prostá renesanční obdélná budova nepravidelného půdorysu. Výraznými přestavbami a rozšířením prošel zámek v letech 1601 - 1604, kdy byl v majetku Jana Myllnera z Mühlhausenu, který celou budovu zvýšil o patro a nechal přistavět jižní křídlo. S největší pravděpodobností most přes řeku Ploučnici, zvaný Lázeňský, později Zámecký, existoval již v 17. století jako most kamenný. V roce 1620 byl po bitvě na Bílé hoře polským oddílem císařského vojska poprvé vypálen. Další majitel, Johann Zeidler z Berbisdorfu zvaný Hoffman zámek zpustošený třicetiletou válkou částečně obnovil a po roce 1664, za majitelů Putzů z Adlersthurnu, byl patrový panský dům přestavěn na zámek v barokním stylu. Tehdy jej vlastnil Jan Putz z Adlersthurnu, a přestavbu provedl stavitel Giulio Broggio.
V červnu 1806 zámek spolu s velkou částí města vyhořel, shořela mu střecha a v období do roku 1829 prošel opravou a přestavbou vedenou zákupským stavitelem Pfockem. Stala se z něj klasicistní, moderně vybavená novostavba se sbírkou knih o 30.000 svazcích, sbírkou obrazů, grafiky, přírodnin a fyzikálních přístrojů. V přízemním traktu zámku byla v roce 1829 - 1830 zřízena kaple, vysvěcená 14. května 1830 zákupským děkanem Josefem Köplerem. Zámku přibyly nové místnosti s novým vnitřním vybavením, a nové klasicistní pískovcové schodiště. Současně s touto rekonstrukcí zámku probíhala také rekonstrukce zámeckého parku. Tato velká rekonstrukce trvala až do roku 1830 a vzniklo při ní nové vnitřní nádvoří. To již byl mimoňský zámek v majetku rodu Hartigů, kteří jej vlastnili od roku 1718 až do roku 1945.

### Novodobá historie

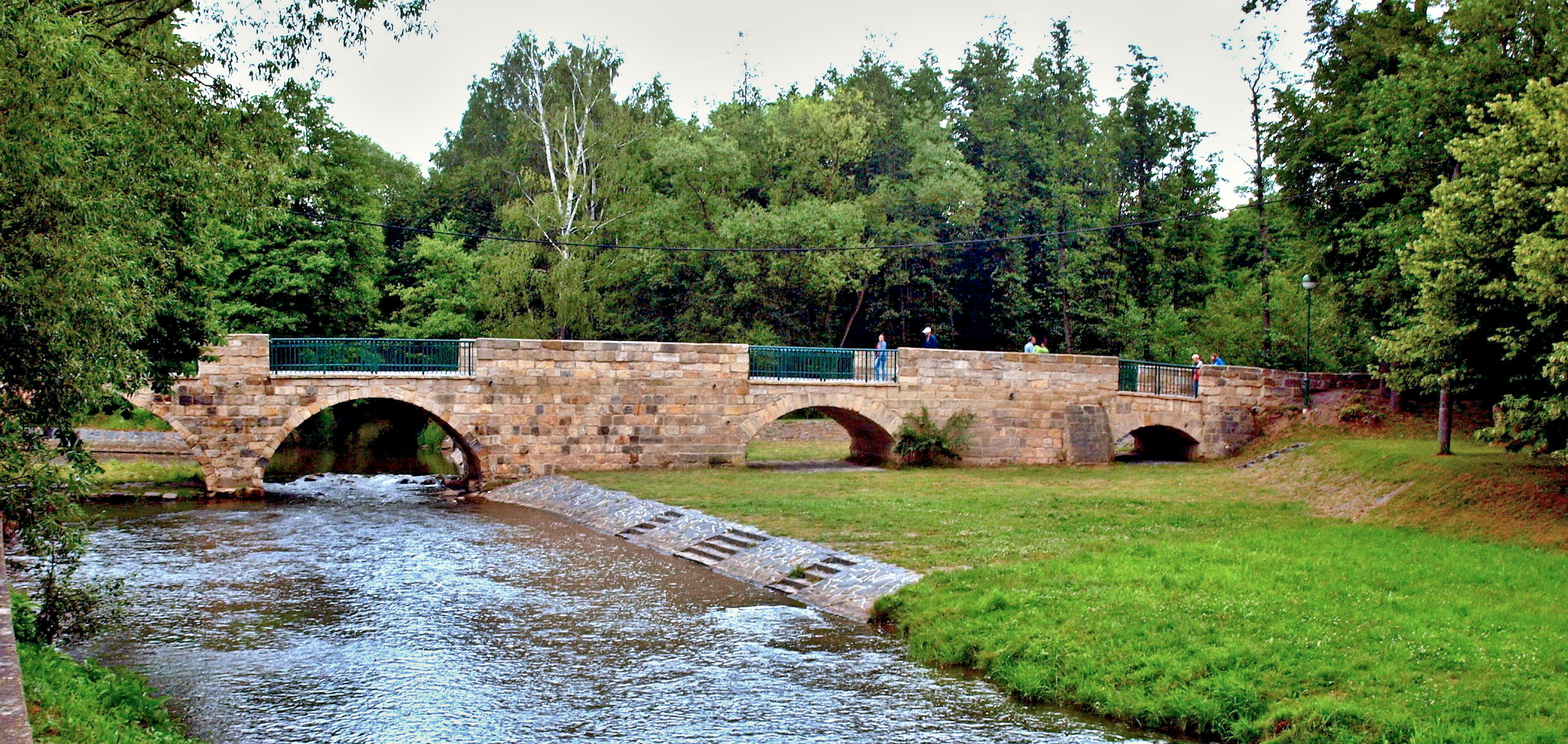
Nově zrekonstruovaný Zámecký, původně Lázeňský most.

V roce 1945 přešel do správy československé armády. Zkonfiskovaný majetek byl rozvezen do různých památkových muzejních i galerijních depozitářů. Rodinný archiv Hartigů je uložen v Oblastním archivu v Litoměřicích. Depozitář uměleckoprůmyslového muzea v Praze uchovává někdejší mimoňský soubor medailí a plaket, soubor portrétních byst a některé části nábytku byly převezeny na zámek Sychrov. Zbytek nábytkového vybavení byl po konfiskaci zničen. Části někdejší zámecké obrazárny můžeme dnes najít na zámcích v Benešově nad Ploučnicí, Ratibořicích, Sychrově, Velkém Březně, v areálu kláštera v Doksanech, v Národním muzeu v Praze, a v Národní galerii v Praze. Zachovalo se celkem kolem stovky děl. Odvoz knih z mimoňského zámku v roce 1948 směřoval na Sychrov a do Universitní knihovny v Praze. V roce 1950 zasáhl zámek další požár. Následující oprava a přestavba trvala až do 80. let 20. století. Od roku 1956 byla vedena řada jednání o využití zámku, která pokračovala i po roce 1971, kdy byl zámek převeden do správy městského národního výboru Mimoň. Po roce 1968 československou armádu vystřídala sovětská a devastace zámku pokračovala. Roku 1975 bylo rozhodnuto o opravě fasády, kterou měla provést firma Pozemní stavby Liberec, ta to ale o dva roky později odmítla. V roce 1977 nabídlo vedení města velký objekt zámku k využívání muzeu, které ovšem o něj údajně neprojevilo zájem. Ovšem podle sborníku Bezděz se jej neúspěšně pokoušelo získat vedení Vlastivědného muzea v České Lípě (zde byl ředitel Břetislav Vojtíšek). Na konci téhož roku byl podán návrh na zrušení památkové ochrany.

### Demolice
Dne 28. dubna 1985 v 9:00 bylo zbouráno severní křídlo. Původně měl 7. června následovat odstřel hlavního traktu, jenže krátce předtím uhodil blesk z letní bouřky do budov s připravenými náložemi, následný výbuch některých z nich objekt jen poničil. Trosky byly zčásti vyčištěny, nálože upraveny a dne 9. června 1985 bylo zbouráno jižní křídlo a střední část zámku. Z budov zámku nezůstalo nic. Stavební suť byla použita jako podklad pod budované autobusové nádraží.
Před demolicí bylo dlouholetým přičiněním vojsk zničeno původní vybavení zámeckých budov, tedy i velká knihovna ve dvou patrech, zmíněné široké schodiště a mobiliář.